# 阿列克謝·科瓦廖夫
阿列克謝·伊萬諾維奇·科瓦廖夫（1989年1月19日—2022年8月28日），烏克蘭親俄合作者，第九屆烏克蘭最高拉達議員。其在2022年俄羅斯入侵烏克蘭期間與俄羅斯佔領者合作，後被當局任命為俄佔赫爾松「副州長」。

## 生平
科瓦廖夫生出生在一個醫生家庭。2006年至2011年就讀於敖德薩法學院。
他是一家農業企業的創始人和董事，2011年，他在「戈洛斯坦斯卡老年寄宿公寓」擔任法律顧問。自2017年起，其一直擔任其創始的「赫爾松農業 LLC」董事。2018年起擔任「力勁農業」董事，其本人也是「力勁農業」的聯合創始人。

## 政治活動
科瓦廖夫以人民公僕成員的身份在2019年烏克蘭議會選舉中當選，他以領先者當選方式贏得以霍拉普里斯坦為中心的186號選區，他共獲得了35.12%的選區票。他於2019年8月躋身入烏克蘭最高拉達。其在最高拉達加入稅收和海關政策委員會。
在2022年俄羅斯入侵烏克蘭兩個月後，科瓦廖夫在2022年4月初表示，他身在俄羅斯佔領的霍拉普里斯坦「為他的選區工作」。他並沒有向最高拉達報告他在哪裏或他正在做什麼。
2022年4月28日，人民公僕宣布暫停科瓦廖夫的黨籍。科瓦廖夫隨後於2022年5月3日被開除出人民公僕。
2022年6月8日，科瓦廖夫在他的Facebook頁面上承認與赫爾松州的俄羅斯佔領者合作，並公開支持將赫爾松地區併入俄羅斯。
2022年6月22日，科瓦廖夫的汽車在俄佔赫爾松被炸毀。有報導指科瓦列夫在爆炸中喪生，然而在2022年6月30日，俄羅斯媒體發布了一段科瓦廖夫住院的影片，影片中科瓦廖夫指責烏克蘭國家安全局企圖暗殺他。同日，最高拉達第一副議長亞歷山大·科爾尼延科（Олександр Корнієнко）表示《烏克蘭憲法》中「和俄羅斯合作」並非是剝奪議員職務的理由，因此將事件交予法院判決後才可能剝奪科瓦廖夫的議員職務。其後，科瓦廖夫又將烏克蘭食品出口至俄羅斯。
據烏克蘭當局稱，7月初，科瓦廖夫擔任由俄羅斯佔領當局創建的「赫爾松州政府」副州長，負責農業事務。2022年7月16日，烏克蘭政府宣佈將科瓦廖夫價值500萬烏克蘭格里夫納的財產沒收。2022年7月18日，烏克蘭政府宣佈沒收科瓦廖夫所有財產。
2022年8月28日，多個Telegram頻道透露科瓦廖夫被暗殺。第二天，俄羅斯聯邦偵查委員會證實了科瓦廖夫的死訊。據委員會稱，科瓦廖夫於2022年8月28日在其居所遭霰彈槍擊中頭部身亡。據報導指，一名與科瓦廖夫同居的女子也被殺死。

## 備注
1. ↑  烏克蘭語羅馬化：Oleksii Ivanovych Kovaliov
2. ↑  俄語羅馬化：Aleksey Ivanovich Kovalyov